# Archeosite van Aubechies-Beloeil

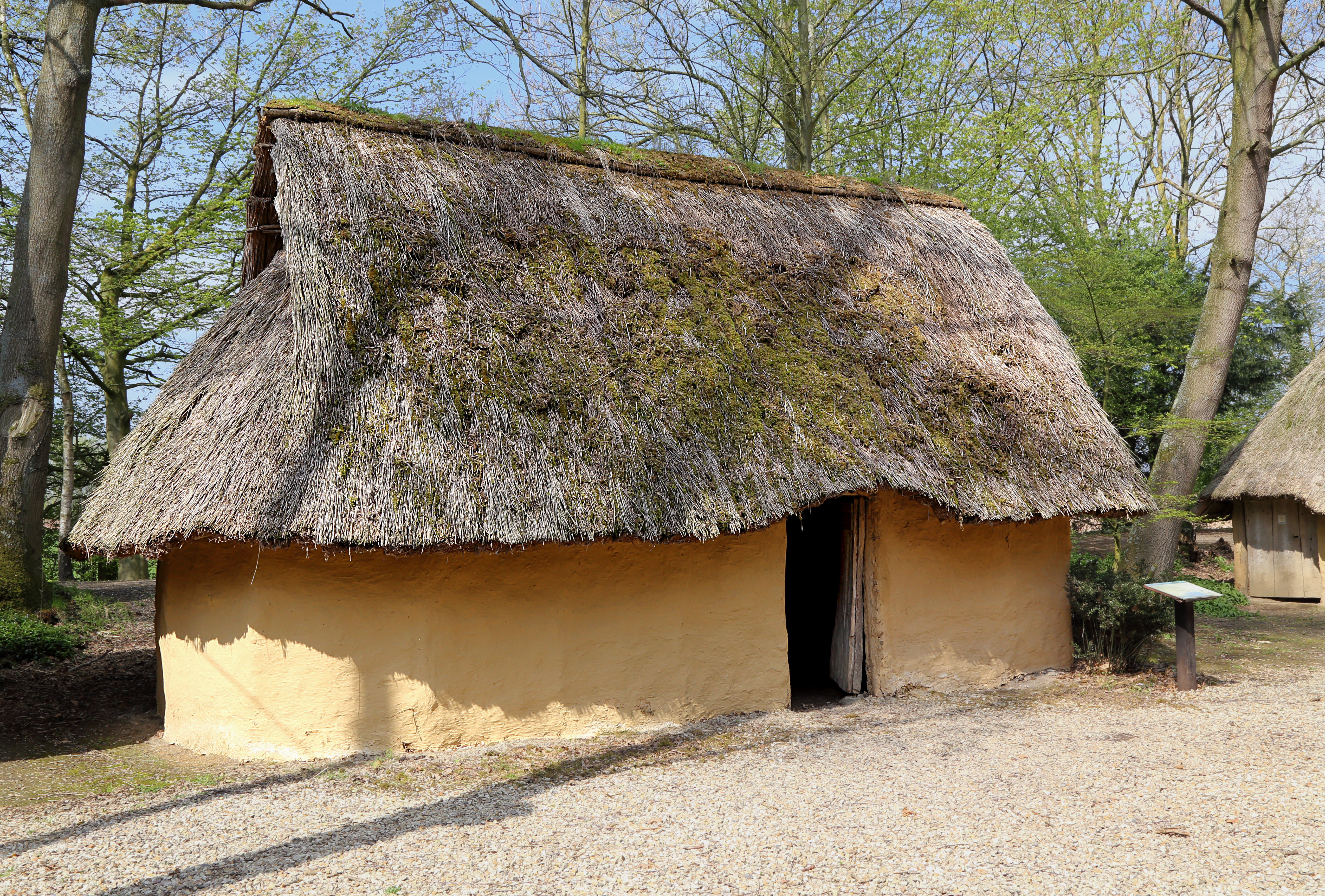
Gallisch huis, Archeosite

De Archeosite van Aubechies-Belœil (Frans: Archéosite et Musée d'Aubechies-Belœil) is een archeologisch park en Gallo-Romeins museum in het Belgische Aubechies (Beloeil) in de provincie Henegouwen. Op het terrein zijn replica's gebouwd van prehistorische en protohistorische woningen, uit het Neolithicum (5000 v.C.), de Bronstijd, de IJzertijd en de Gallo-Romeinse periode tot de tweede eeuw na Christus. Het museum is in 1983 opgericht door vrijwilligers.
De prehistorische reconstructies omvatten, naast de woningen, een silexgroeve, graanzolders, pottenbakkersatelier, bronsbewerkersatelier en een smidse. Uit de Gallo-Romeinse periode werden een villa, een tempel (een fanum op basis van de opgravingen in Blicquy) en een necropolis (op basis van graven uit de musea van Aarlen, Trier en Straatsburg) gereconstrueerd. In 2007 werd er een nagebouwd Gallo-Romeins binnenschip te water gelaten. Sinds 2013 beschikt het park over een museum (Espace Léonce Demarez) dat zich specifiek richt op religie tijdens de Oudheid in het noorden van Gallië; er worden ook vondsten (munten, beeldjes, masker,...) tentoongesteld uit de archeologische site (fanum) van Blicquy. In 2020 werd een masker uit het museum erkend als uitzonderlijk erfgoed door de Franse gemeenschap.
Het museum ligt aan de bewegwijzerde toeristische route Romeinse weg Bavay-Velzeke (Viae Romanae).

## Woningen van de bandkeramische bevolking
In Blicquy, een dorp vlakbij Aubechies, werden resten gevonden van woningen, bewoond door leden van de bandkeramische bevolking. Er werd een woning gereconstrueerd aan de hand van een plan van de site 'Bonne Fortune' te Irchonwelz. Een bandkeramische woning wordt gekenmerkt door een interne structuur met drievoudige reeksen van palen. Ze ondersteunen het dak en bakenen de interne ruimtes af. De ruimtes volgen elkaar op in een aaneensluitende reeks. De lange zijwanden bestaan uit rijen palen die door vlechtwerk zijn verbonden en met een mengeling van klei en stro bedekt. Het dak is bedekt met stro en riet. De nok is bedekt met klei en luchtgaten aan de uiteinden zorgen voor de rookafvoer. De gereconstrueerde woning heeft een trapeziumvormig grondplan van 32 m x 6 m x 3 m.

### Galerij

Bandkeramische woning
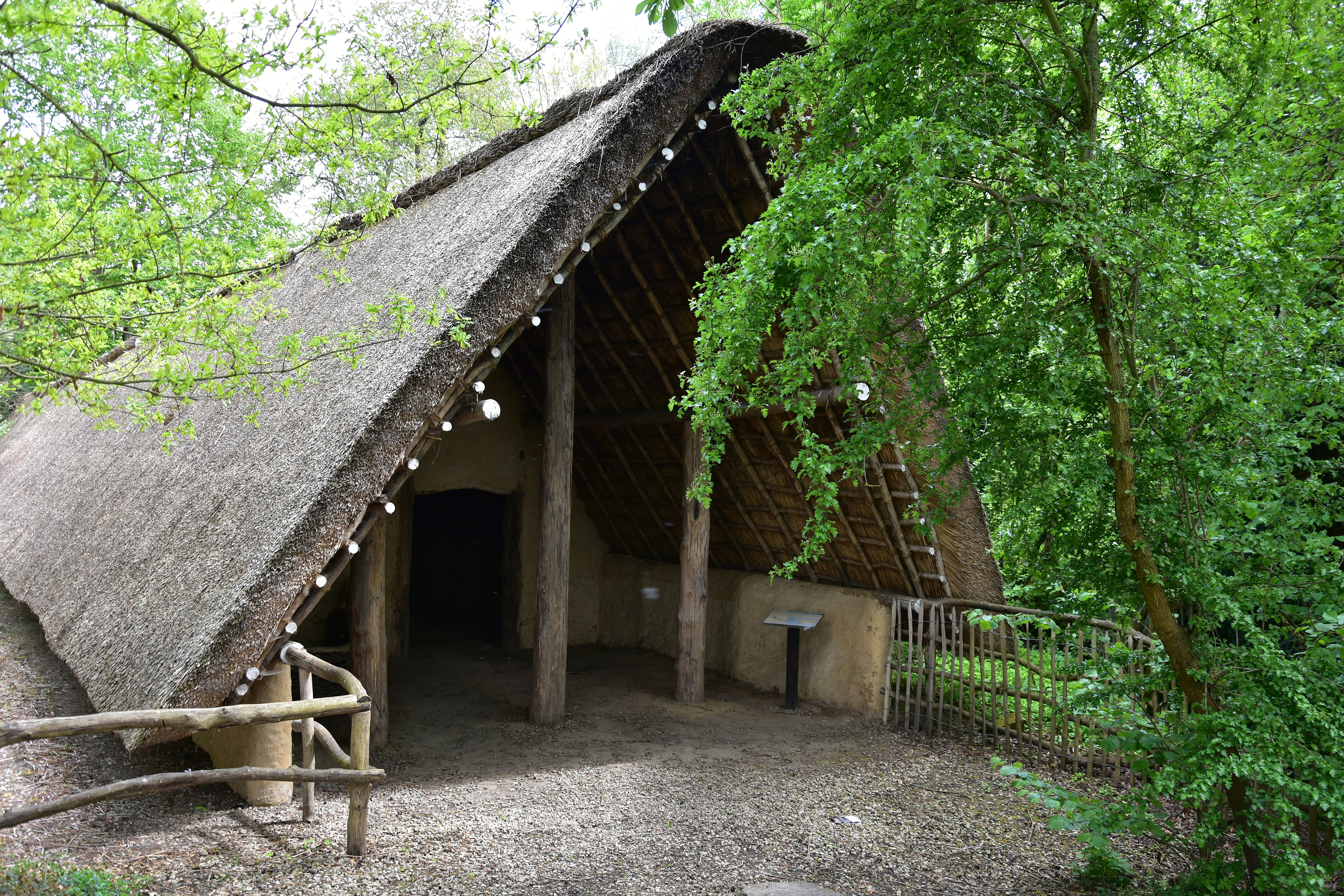
De gereconstrueerde bandkeramische woning
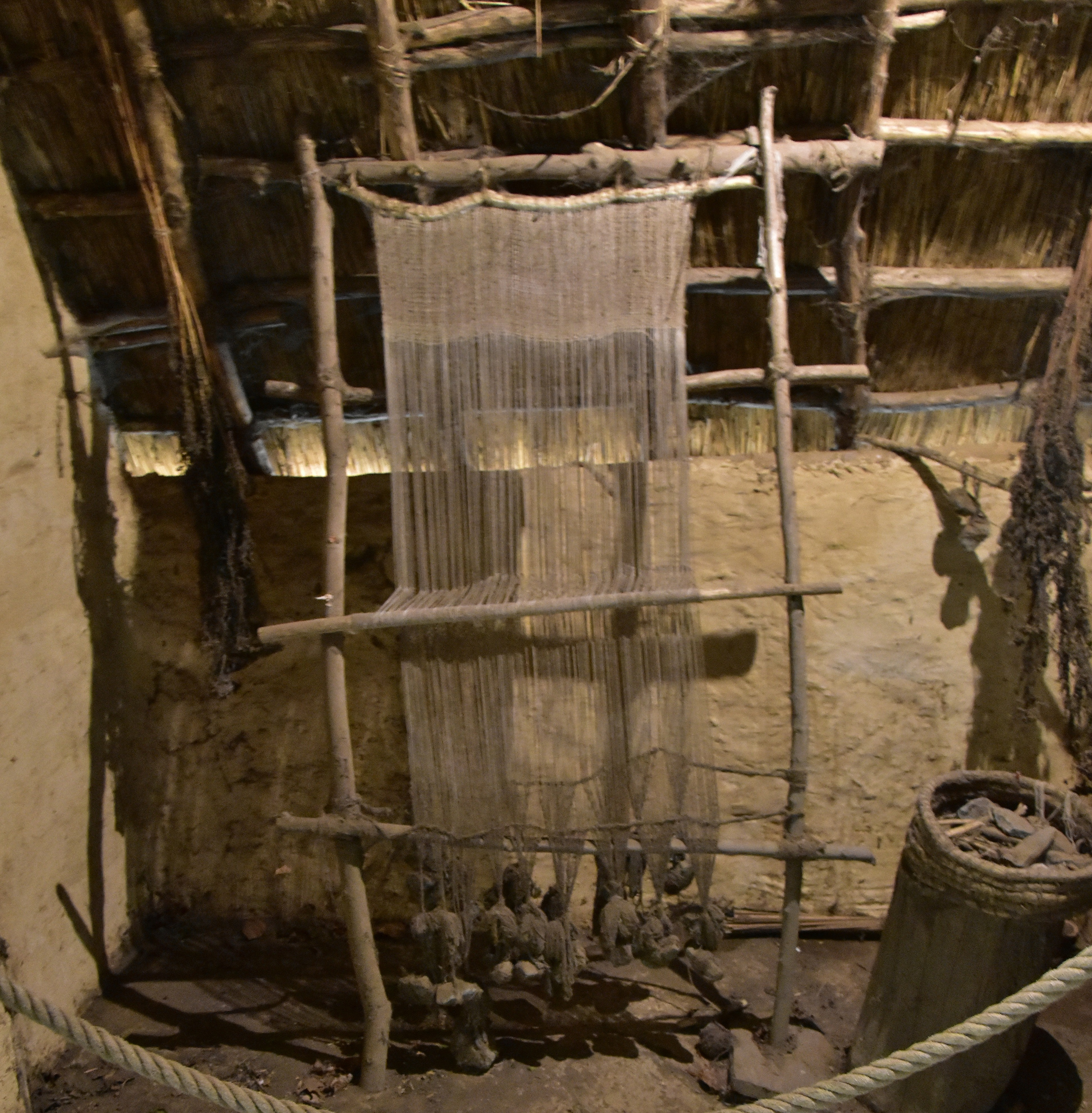
Een weefgetouw in de woning
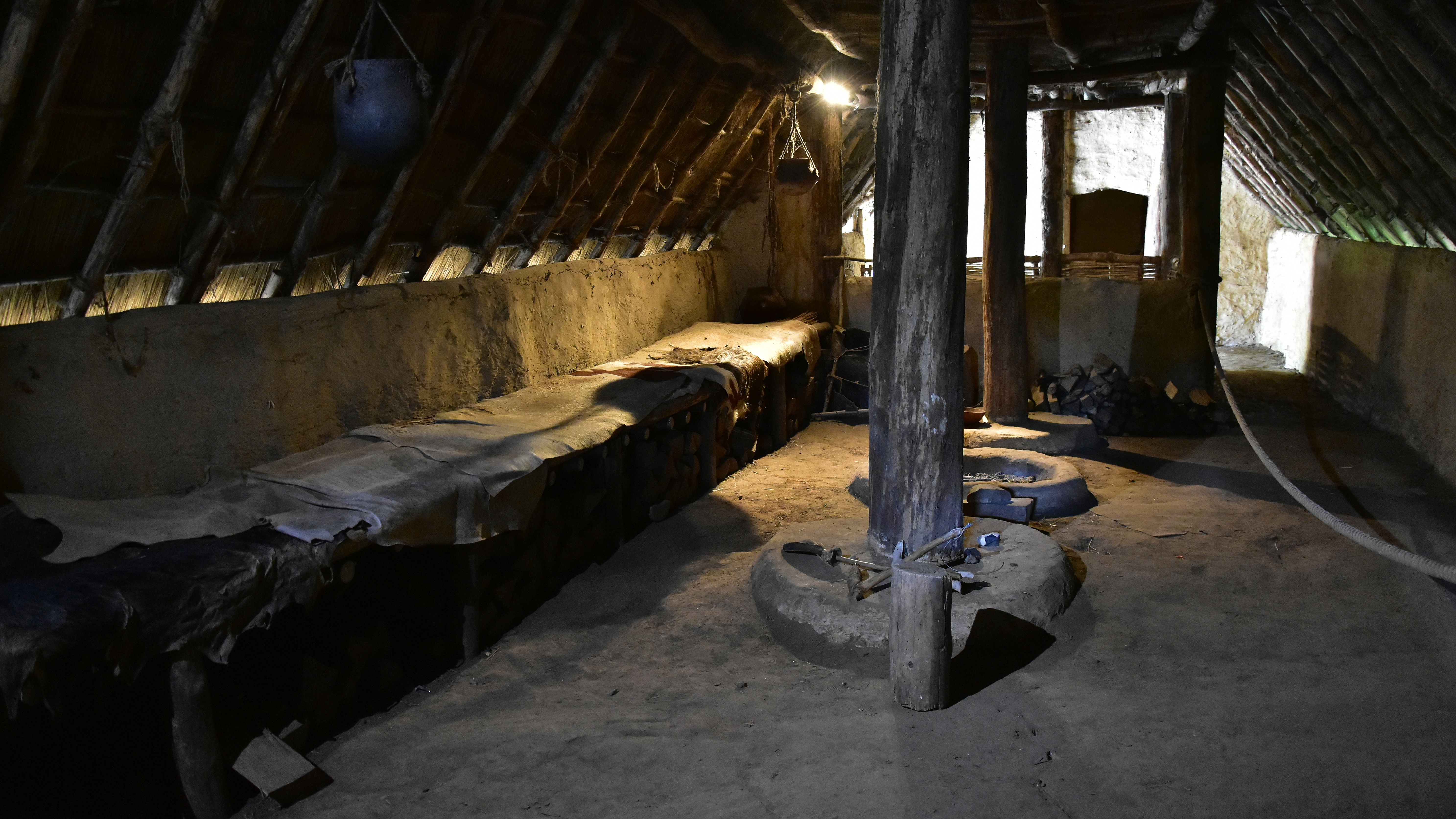
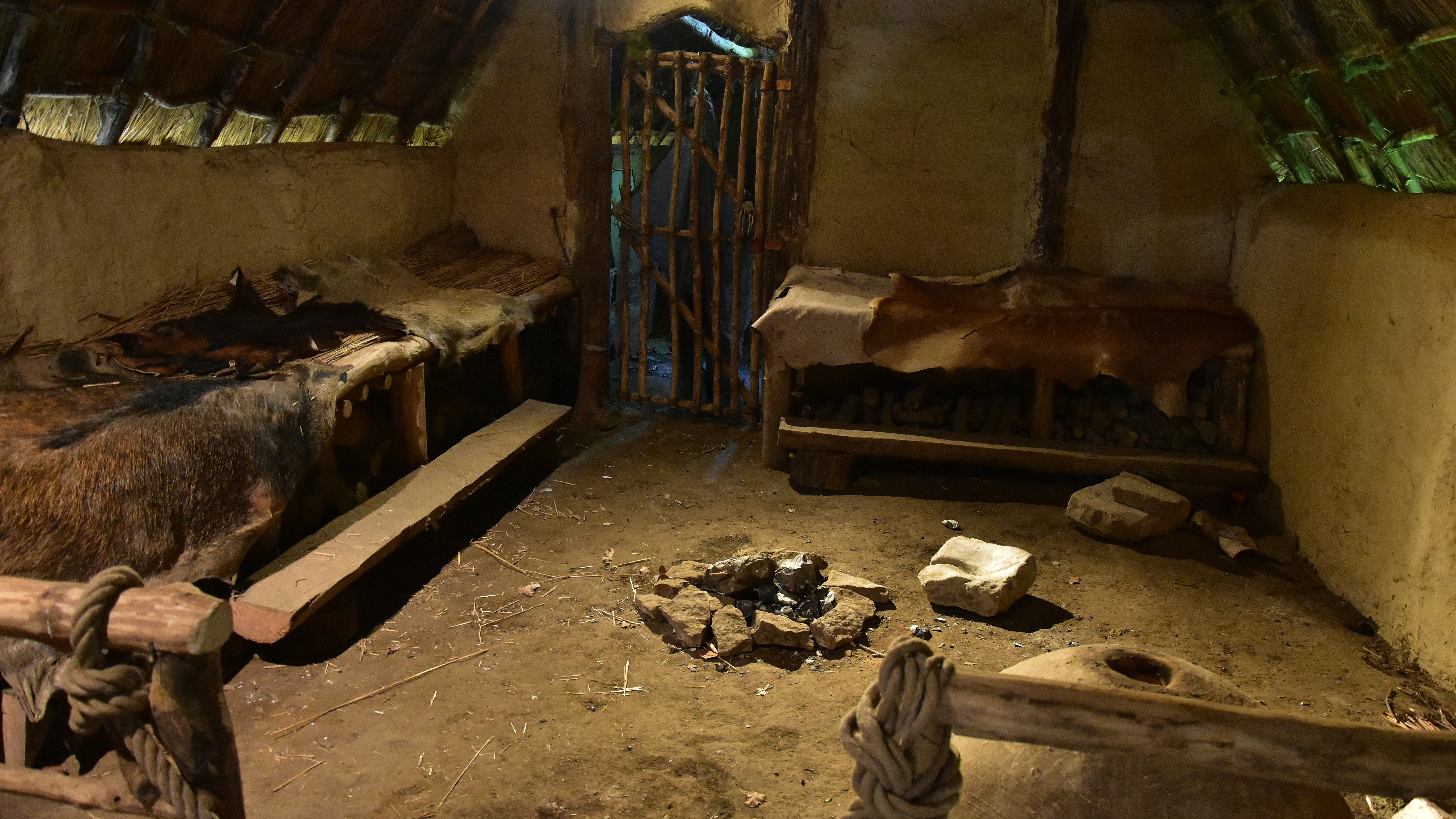
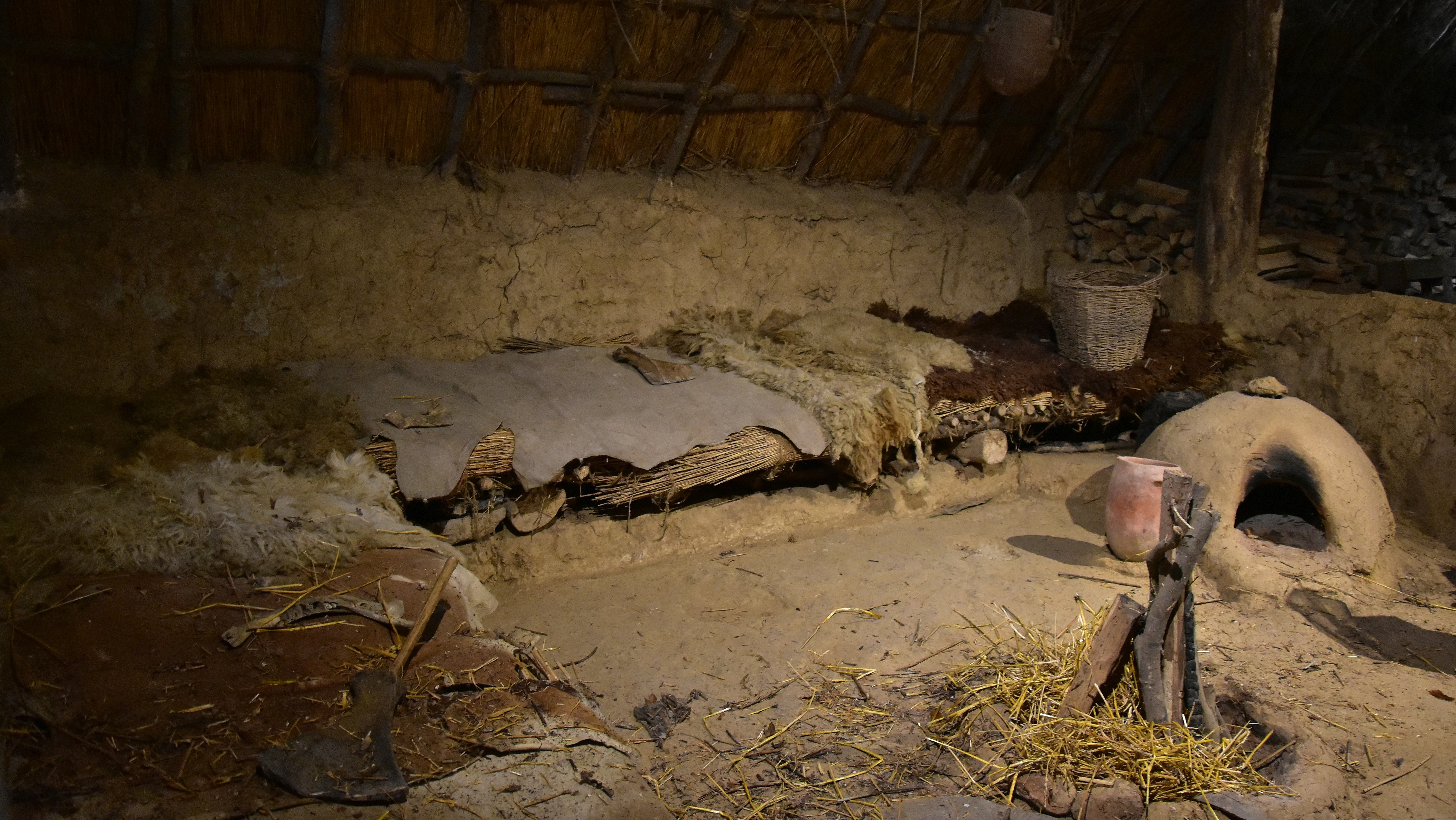

## Woning uit de IJzertijd
Deze laatste periode van de prehistorie begon rond 750 v.Chr. in onze streken en eindigde met de inval van de Romeinen. Ze wordt onderverdeeld in de periode van de Hallstattcultuur en de La Tène-periode of de Vroege en de Late IJzertijd. De gereconstrueerde periode dateert uit de tussenperiode en is gebaseerd op resten van een woning uit de site "Fond Pernant" in de Franse stad Compiègne.

### Galerij

Woning uit de IJzertijd
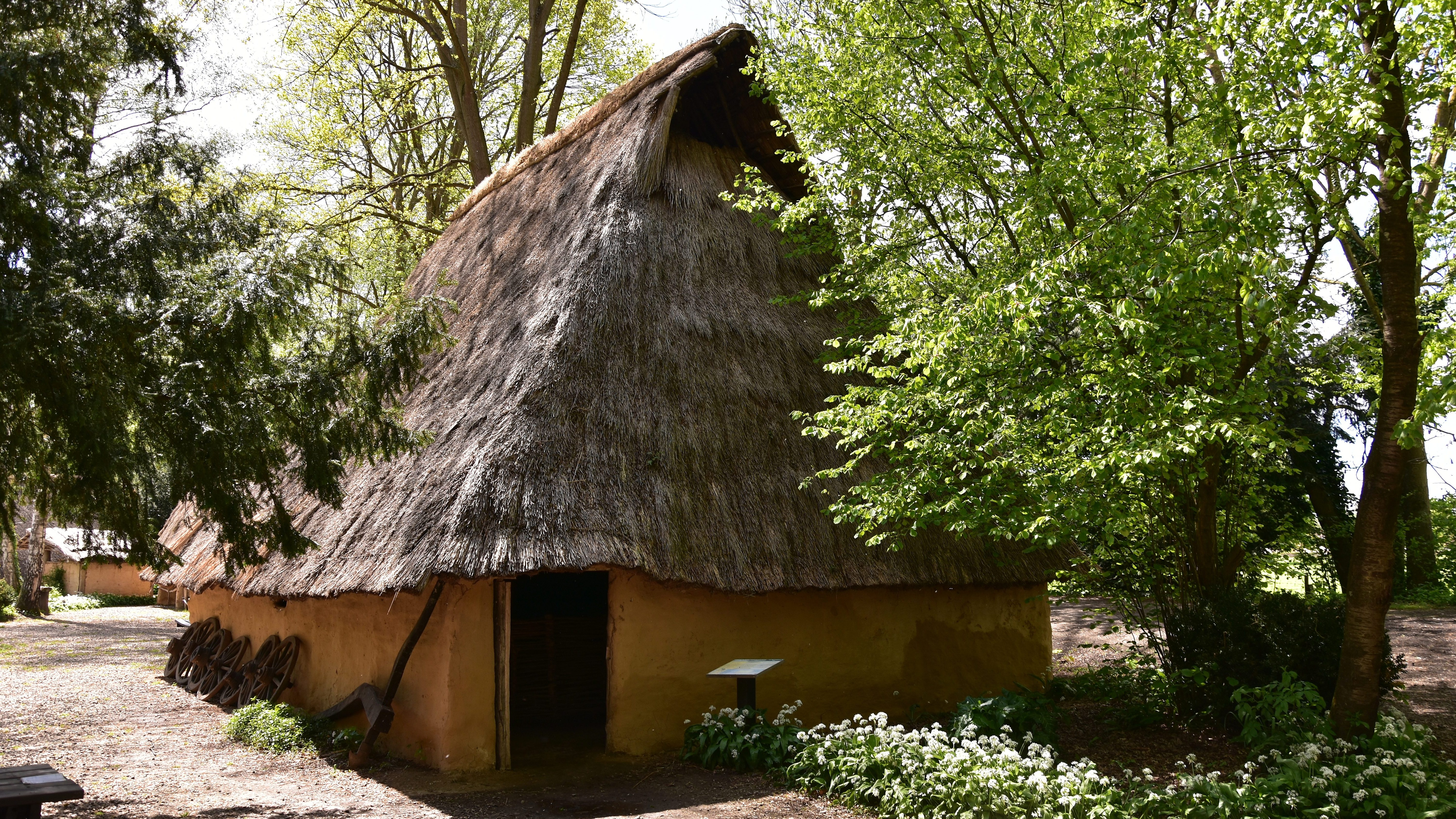
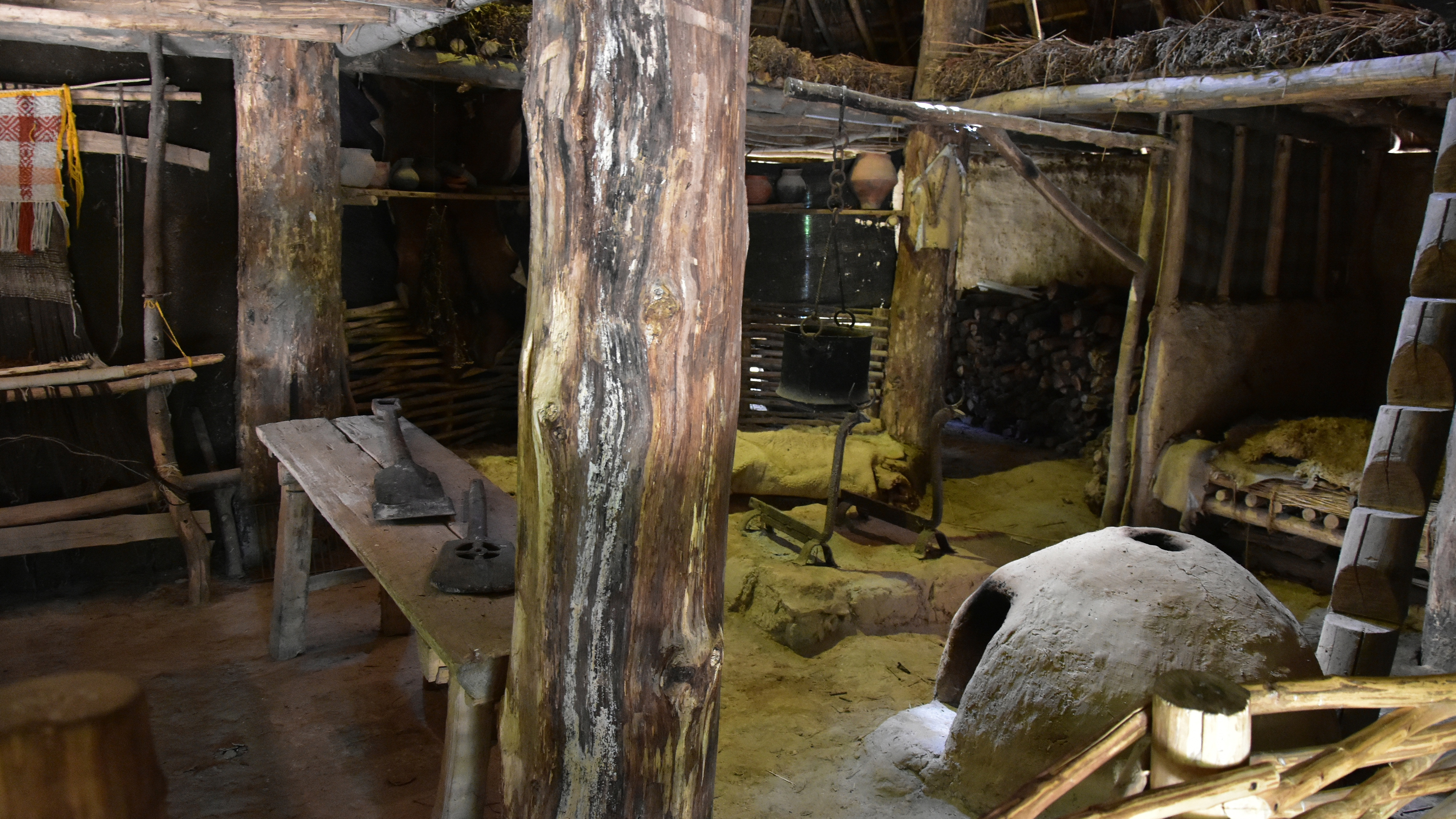

## Woning van Galliërs
De gereconstrueerde woning is gebaseerd op een opgegraven woning in de Franse plaats Villeneuve-Saint-Germain. Het huis staat heel dicht bij die die de Romeinen aantroffen bij hun inval in Gallië. In onze gewesten namen ze vaak de vorm aan van een vierkant of een rechthoek, omheind met een houten palissade.

### Galerijen

Gallische woning
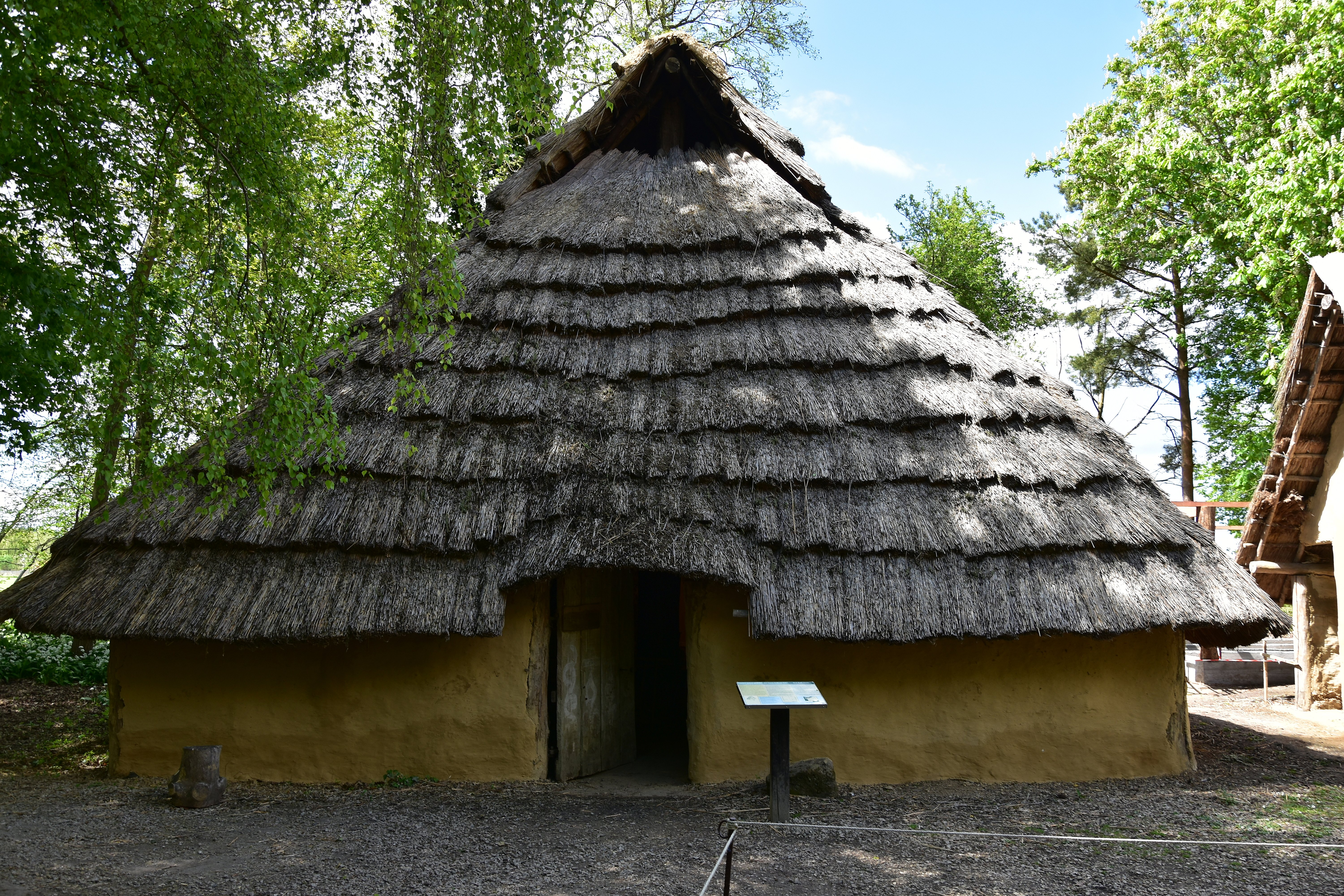
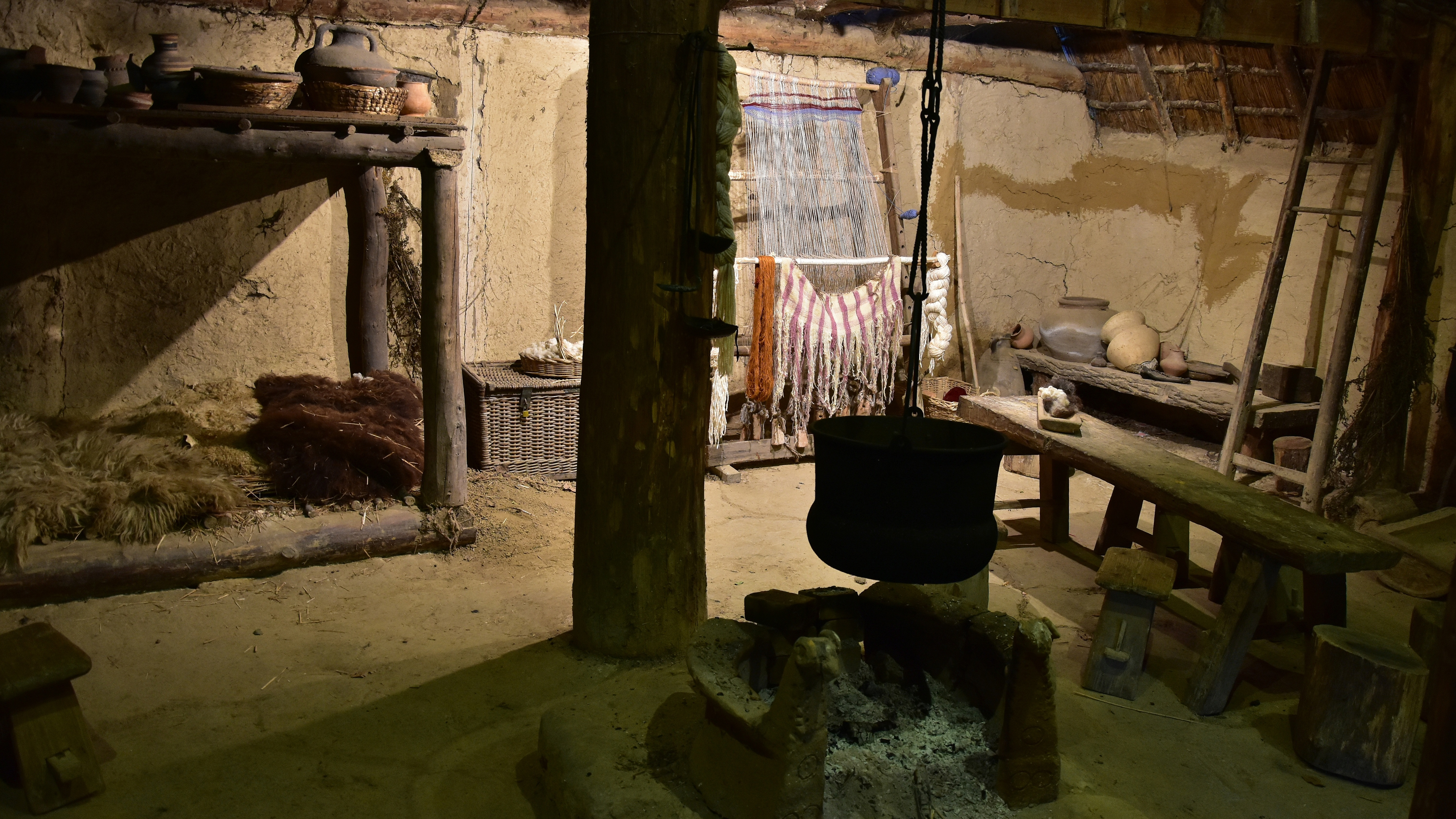

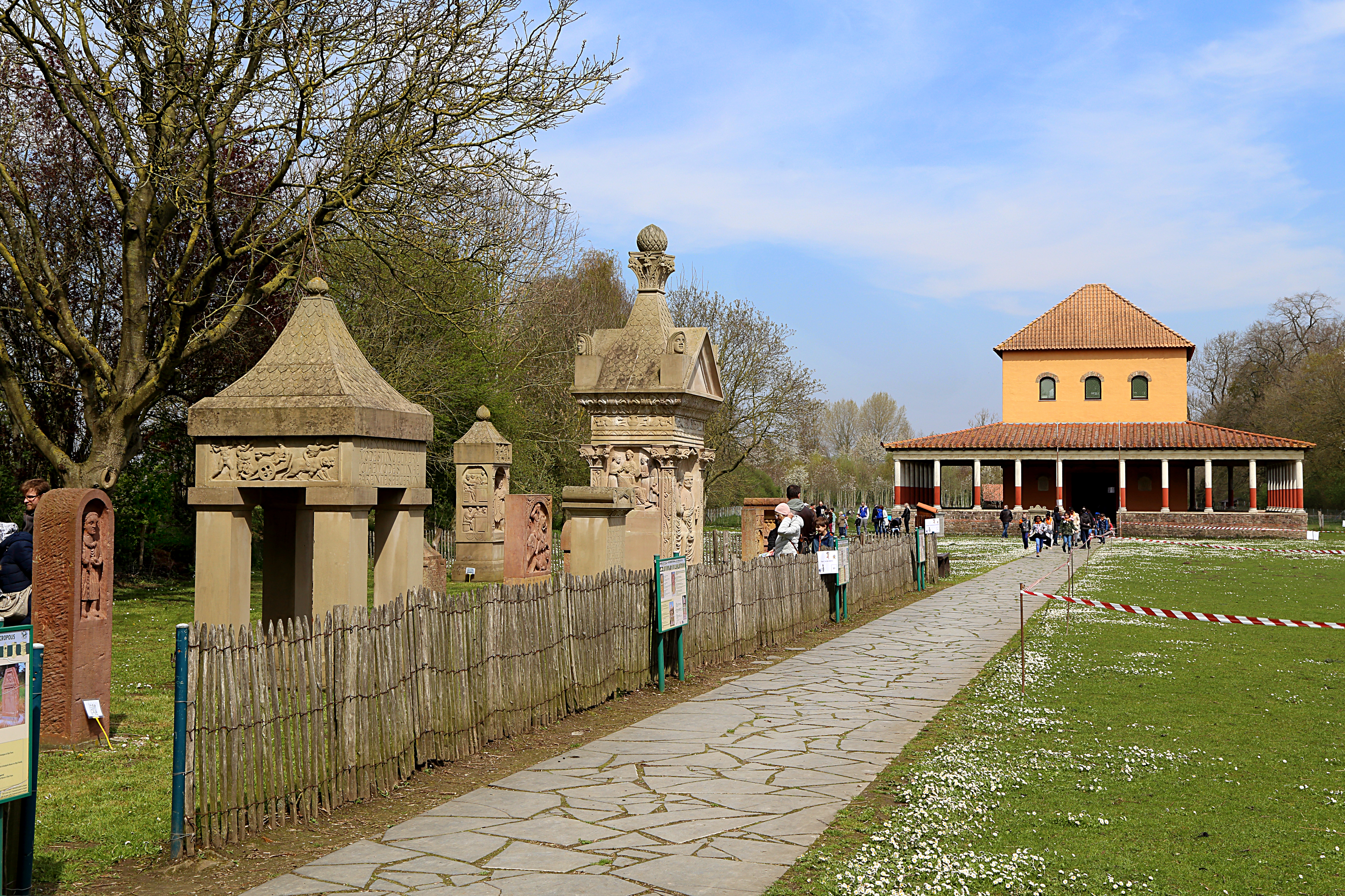
Necropolis en Romeinse tempel
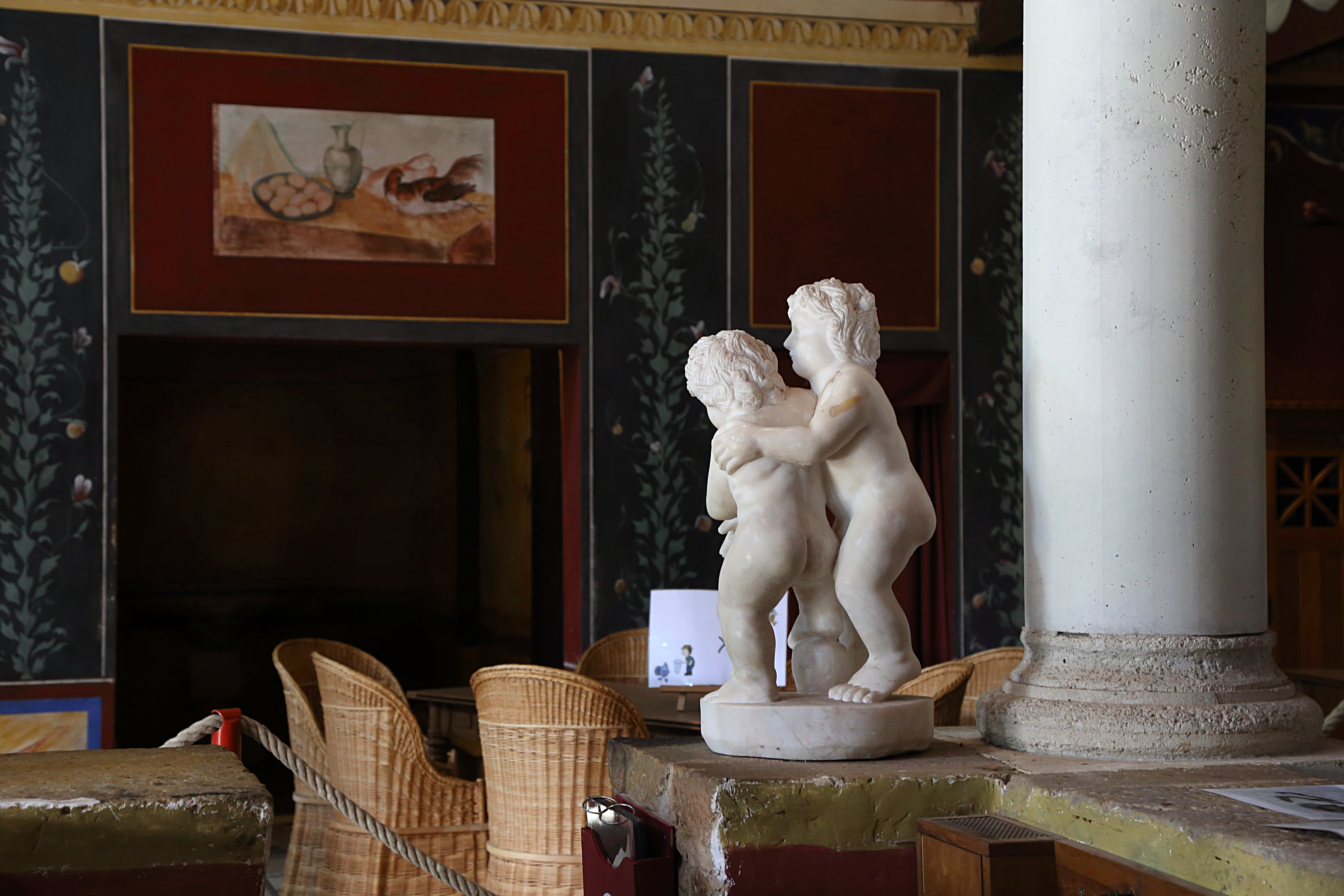
Interieur van de Romeinse villa
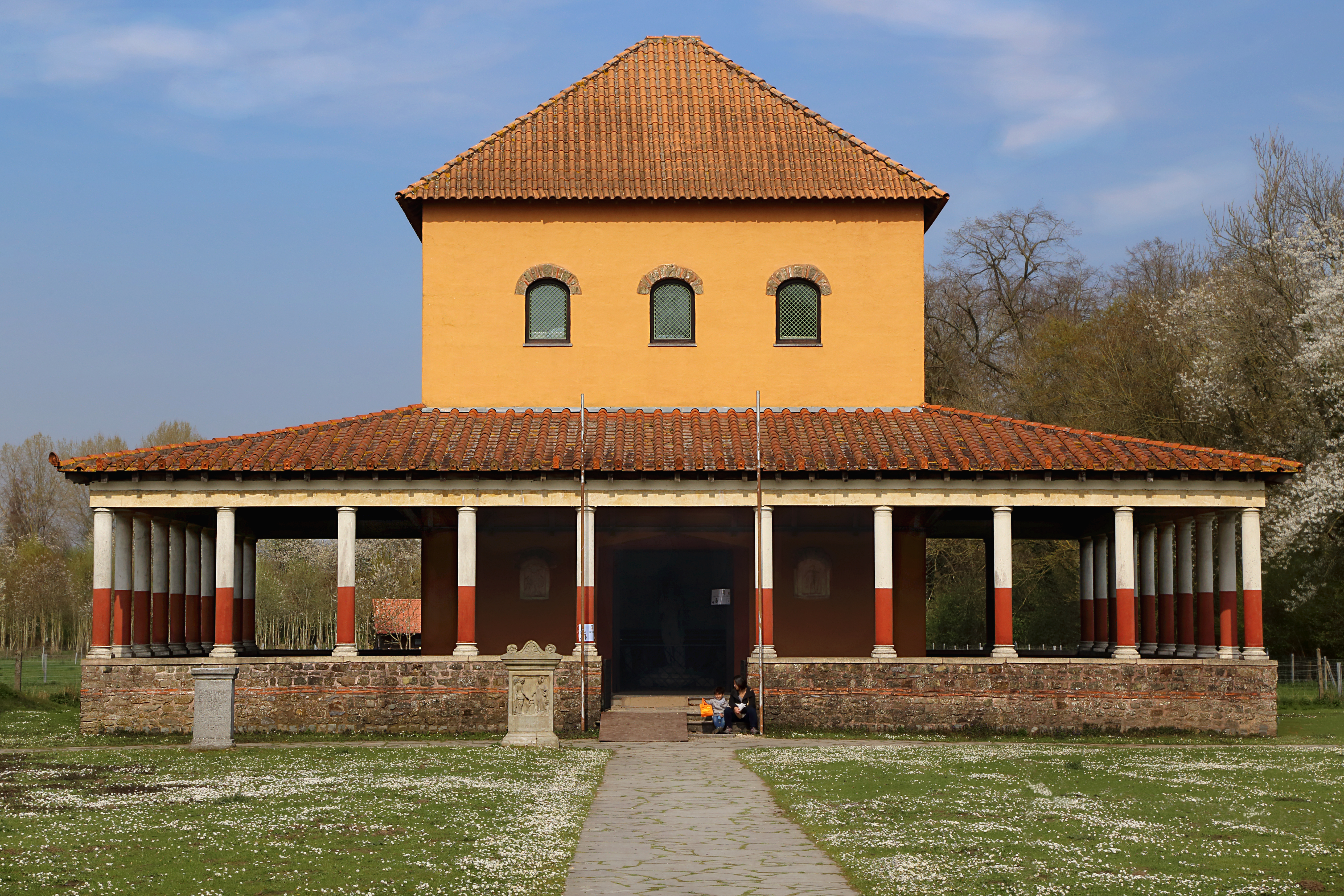
De Romeinse tempel
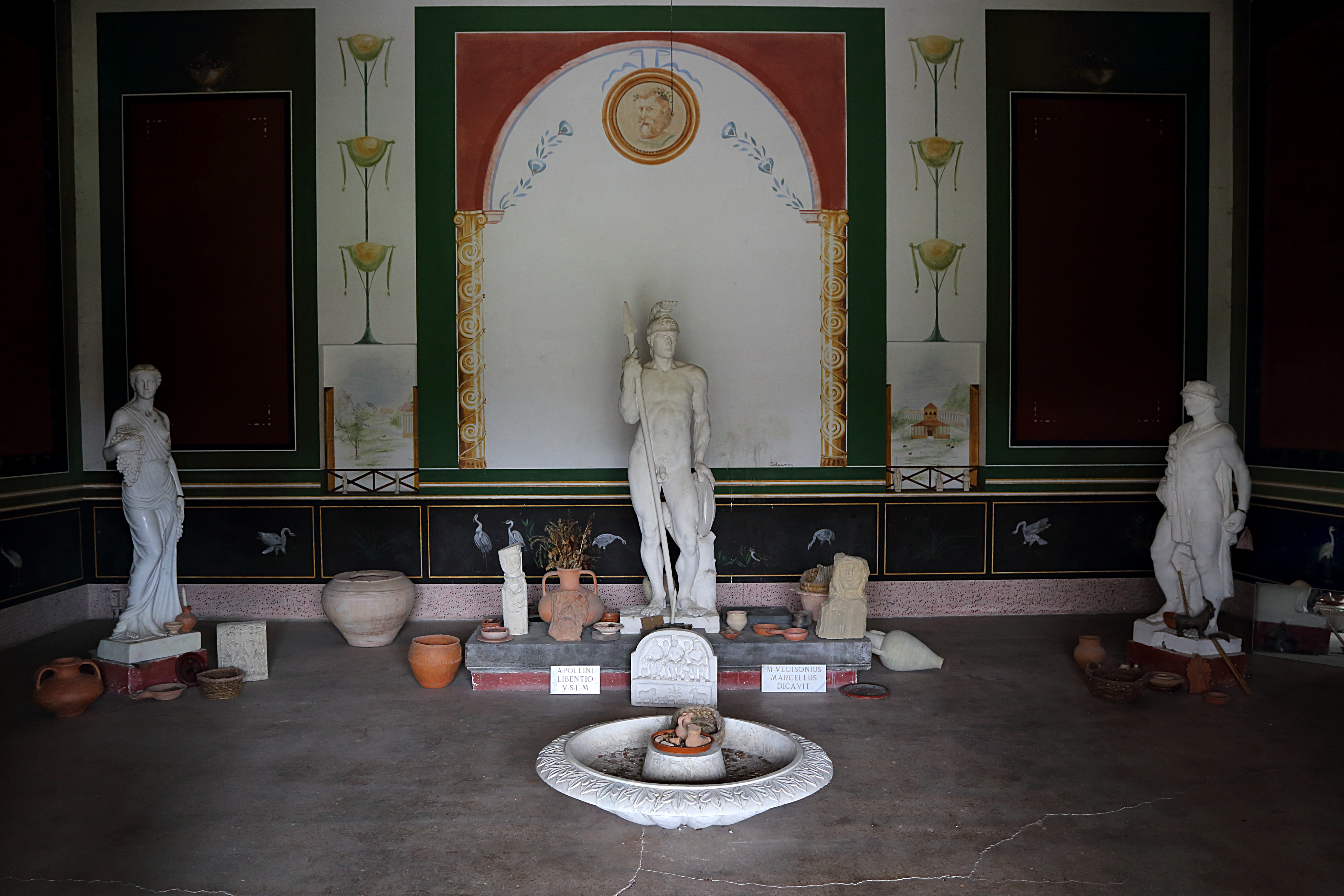
Interieur van de Romeinse tempel
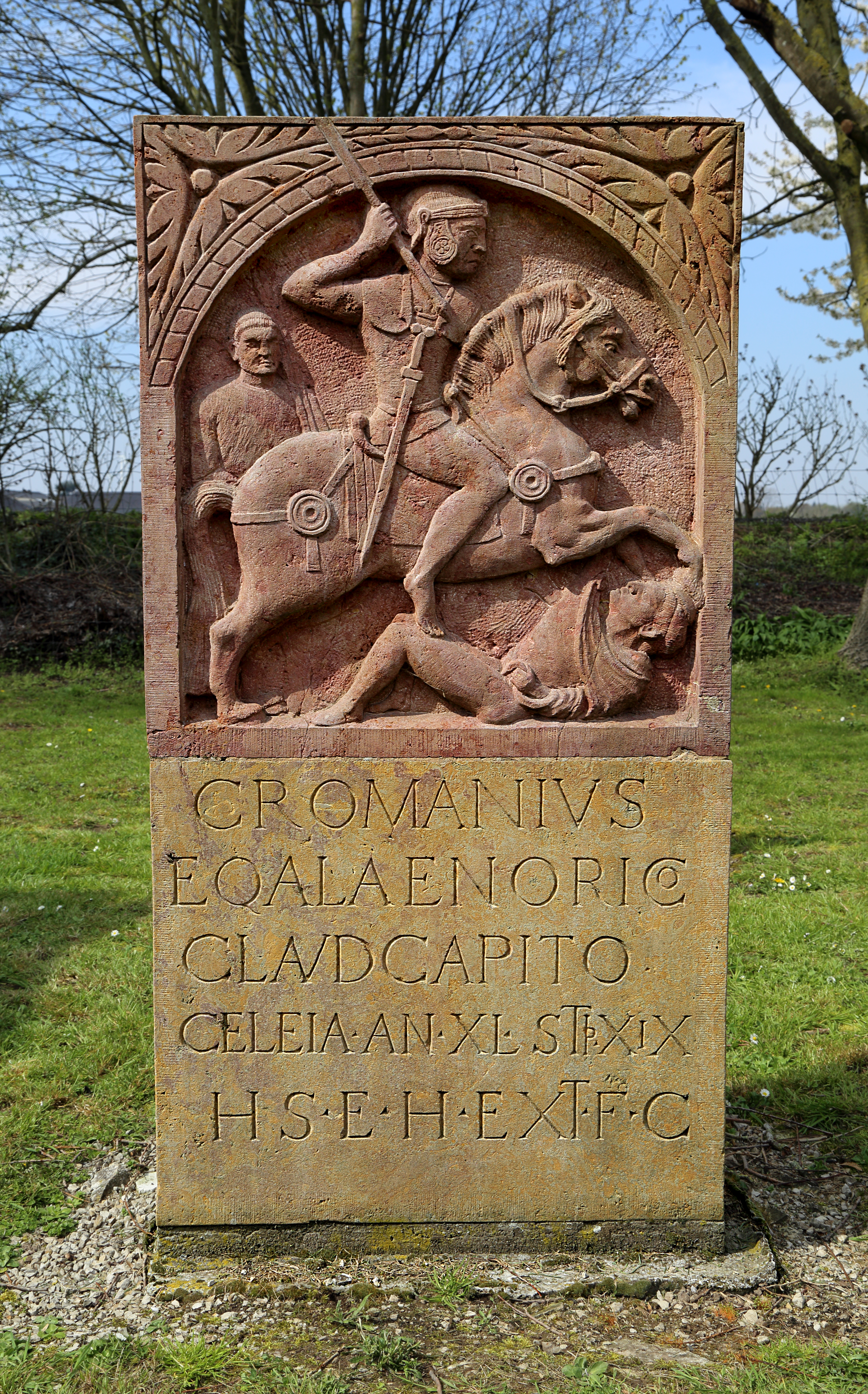
Stèle van Romanius
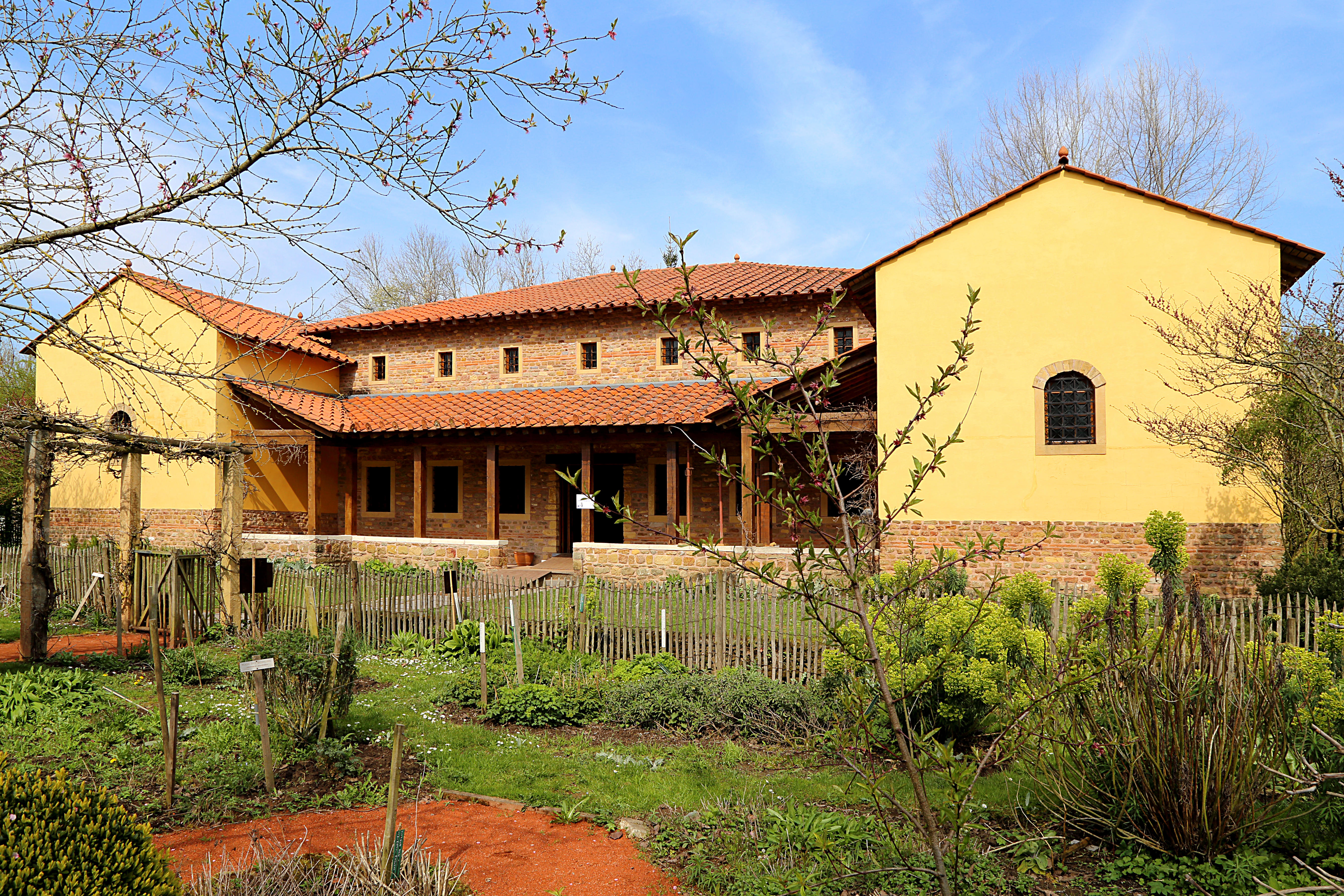
De Romeinse villa